# Antoine Vey
Pour les articles homonymes, voir Vey.
Antoine Vey, né le 9 mai 1984 au Puy-en-Velay, est un avocat pénaliste français, cofondateur en 2016 du cabinet Dupond-Moretti & Vey, devenu en 2020 cabinet Vey & Associés.

## Biographie
Antoine Vey naît le 9 mai 1984 au Puy-en-Velay, où son père est notaire, et sa mère pharmacienne-biologiste.
Il étudie le droit à l'Université de Cambridge puis à l'Université Panthéon-Assas. Il est également diplômé de l’Institut d'études politiques de Paris où il a suivi la filière « Affaires publiques » et où l'un de ses professeurs est François Hollande.
Au cours de ses études, il participe à différents concours de plaidoiries et remporte notamment le concours de plaidoirie d'Assas et le concours national de la conférence Lysias en 2008. En février 2010, il organise la première édition de la « Nuit de l’éloquence », événement qui réunit des personnalités du monde judiciaire, littéraire et politique autour de joutes verbales,. En 2013, il fait partie des douze jeunes avocats élus sur concours pour une année secrétaires de la conférence des avocats du barreau de Paris,.
En 2020, L'Express indique qu'il est professeur à Sciences Po et à l'École de Formation du Barreau.

## Carrière professionnelle
À la suite de sa rencontre avec l’avocat pénaliste Olivier Metzner, Antoine Vey décide de s’orienter vers le droit pénal. Il prête serment comme avocat le 27 octobre 2010 et s’inscrit au barreau de Paris. Il est recruté par le cabinet Metzner & associés, au sein duquel il travaille sous la houlette d'Olivier Metzner, intervenant alors dans plusieurs contentieux fortement médiatisés (les affaires Clearstream, Kerviel, Bettencourt, EADS, etc.). Il intègre ensuite la SCP Spinosi & Sureau, cabinet d’avocats au Conseil d’État et à la Cour de cassation. Il y collabore notamment avec Patrice Spinosi sur des questions liées à la procédure d’assises ou aux libertés fondamentales.

### Association avec Dupond-Moretti
En 2013, Antoine Vey est recruté par Éric Dupond-Moretti, qui lui confie la création d’un cabinet secondaire, à Paris, tourné vers la pratique du droit pénal des affaires et le développement international. En 2016, ils s'associent pour fonder le cabinet Dupond-Moretti & Vey. Il est également inscrit au barreau de Genève, ce qui lui permet d’intervenir en Suisse.
Me Vey acquiert une réputation de ténor du barreau parisien dans le sillage d'Éric Dupond-Moretti. Il intervient à ses côtés dans plusieurs affaires qui défraient la chronique, notamment la défense de Jérôme Cahuzac, ou de Georges Tron (renvoyé pour viols devant la cour d’assises de Bobigny en décembre 2017),,, l’affaire Théo, le scandale de la viande de cheval, les victimes de l’amiante, le procès d'Abdelkader Merah, l’affaire Air Cocaïne, la pour laquelle il assure la défense de Bruno Odos, Christophe Naudin et Pascal Fauret, défense de Patrick Balkany dans l'affaire Balkany (en novembre 2019, celui-ci se sépare de ses deux avocats, son épouse déclarant « on ne peut plus suivre financièrement »).
Selon Les Échos, il fait partie en 2018 d'une nouvelle génération d'avocats spécialisés dans le droit pénal des affaires. En 2019, GQ le classe à la 8e place du classement des 30 avocats les plus puissants de France.
En 2019, Le Monde publie un article revenant sur son parcours et indique que, pour Antoine Vey, être l’associé d’« Acquittator » est « à la fois prestigieux et terriblement compliqué ». Antoine Vey déclare : « J’ai eu une relation de maître à élève, mais ça s’est arrêté. Maintenant, on a un rapport d’associé à associé. » Le journal indique également que l'appétit d'Antoine Vey pour les « gros » dossiers a fait des jaloux parmi ses anciens collègues de la conférence du barreau de Paris qui décrivent un « très, très grand ambitieux, avec un gros problème : sa recherche viscérale de reconnaissance ».
Antoine Vey défend les intérêts de la famille de Tiphaine Véron, disparue au Japon en 2018,.

### À partir de 2020, cabinet Vey & Associés
En juillet 2020, Éric Dupond-Moretti est nommé garde des Sceaux et cesse ses activités d'avocat. Antoine Vey reprend le cabinet qui devient Vey & Associés.
Il est l'avocat français de Julian Assange. Estimant que l'affaire a une dimension politique,, il assume également un rôle médiatique, cherchant à susciter dans l'opinion une sympathie pour le créateur de WikiLeaks.
Fin 2020, il rejoint la liste fermée des 110 avocats-conseils auprès de la Cour pénale internationale.
Il défend les opposants béninois Sébastien Ajavon et camerounais Maurice Kamto, ainsi que l’opposante Reckya Madougou, incarcérée et empêchée de se présenter à l’élection présidentielle béninoise d’avril 2021,.
En mai 2022, il est le nouvel avocat dans l’affaire Mehdi Ben Gharbia.

## Controverses

### Accusations de harcèlement moral et sexuel
En mars 2023, Libération rapporte des témoignages de collaborateurs et d'assistants d'Antoine Vey qui l'accusent de harcèlement moral et sexuel sur une période allant de 2014 à 2023. Ses collaborateurs décrivent des brimades, des moqueries voire des humiliations, parfois à caractère sexuel pour les femmes. Celles-ci se doubleraient d’un rythme de travail très chargé allant jusqu’à quatre-vingt heures par semaine. D’après le journal, l’équipe a dû être en grande partie renouvelée après les démissions de plusieurs collaborateurs et le cabinet ne dispose plus d’aucun associé depuis septembre 2022. 
Fin janvier 2023, une enquête déontologique a été engagée par la bâtonnière de Paris, Julie Couturier. En juillet 2025, le conseil de l’ordre du barreau de Paris inflige à l’avocat une suspension de douze mois dont cinq ferme.

## Cinéma
En 2013, il participe au tournage du film 9 mois ferme réalisé par Albert Dupontel et dans lequel il tient le rôle d’un journaliste,.

## Publication
- Julian Assange - La plaidoirie impossible, Editions Plon, 2024[39]